# Savelugu/Nanton
Savelugu/Nanton är ett distrikt i Ghana.   Det ligger i regionen Norra regionen, i den norra delen av landet, 500 km norr om huvudstaden Accra. Antalet invånare är 94 783. Arean är 1 790 kvadratkilometer.
Terrängen i Savelugu/Nanton är huvudsakligen platt.